# Polylophota
Polylophota is een geslacht van vlinders van de familie snuitmotten (Pyralidae), uit de onderfamilie Epipaschiinae.

## Soorten
- P. aruensis Kenrick, 1912
- P. barbarossa Hampson, 1906
- P. senilis Janse, 1931